# يزيد بن المنذر
يزيد بن المنذر صحابي من الأنصار من بني عبيد بن عدي من الخزرج، شهد بيعة العقبة الثانية، وآخى النبي محمد بينه وبين عامر بن ربيعة، وشهد غزوتي بدر وأحد.